# Rovníková Guinea
Rovníková Guinea, plným názvem Republika Rovníková Guinea, je přímořský stát ve Střední Africe. Leží asi 200 km severně od rovníku mezi republikami Kamerun a Gabon, na západě přiléhá ke Guinejskému zálivu, v němž nejbližším sousedem je Svatý Tomáš a Princův ostrov. Dřívější španělská kolonie na tomto území se jmenovala Španělská Guinea (od r. 1926, předtím Río Mbini), po získání nezávislosti přijal nový stát jméno odrážející blízkost rovníku a Guinejského zálivu. Jedná se o jediný stát pevninské Afriky, kde je španělština oficiálním jazykem (krom autonomních Španělských severoafrických držav v sousedství Maroka).
Je to 11. nejmenší země Afriky, její rozloha činí pouze 28 051 km². Hospodářsky je ale významnější díky objevení značných zásob ropy v pobřežním šelfu. Ačkoliv je Rovníková Guinea nominálně nejbohatším státem v Africe (nejvyšší poměr HDP na hlavu, dokonce vyšší než některé evropské země), ve skutečnosti je to rozvojový stát s velmi nerovnoměrně rozdělenými statky a řadou dalších nepříznivých charakteristik: kolem 57 % obyvatel nemá ani přístup k čisté pitné vodě, dětská úmrtnost je 14. nejvyšší na světě, počet nemocných AIDS je 15. nejvyšší na světě a průměrná délka života je necelých 63 let. Ropné bohatství země zůstává v rukou hrstky členů mocenských špiček včetně samotného prezidenta-diktátora.

## Dějiny

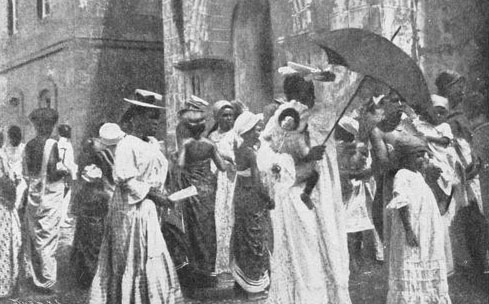
Corisco, 1910

První obyvatelé tohoto regionu byli Pygmejové, kteří v malém počtu zůstali do současnosti na severním území Rio Muni. Migrace etnika Bantuů mezi 17. a 19. stoletím přivedla na území pobřežní kmeny a později i kmen Fangů. Byly vytvořeny základy pozdějšího druhého kmene Bubi, který migroval na ostrov Bioko z Kamerunu a Rio Muni v několika vlnách.
Za objevitele ostrova Bioko je považovaný portugalský cestovatel Fernando Poo, který na něj narazil při hledání cesty do Indie v roce 1471. Nazval ho Formosa („krásný“), ale ostrov rychle získal jméno po svém evropském objeviteli. Portugalci udrželi kontrolu nad územím do roku 1778, kdy ostrov, přiléhající ostrůvky a obchodní práva na pevninu mezi Nigerem a řekou Ogooué byly postoupeny Španělsku výměnou za území v Jižní Americe. Mezi roky 1827 a 1843 vytvořila Velká Británie na ostrově základnu pro boj s obchodem otroků. Rozporuplné nároky na pevninu byly stanoveny roku 1900 smlouvou podepsanou ve Francii. V letech 1926 až 1959 bylo území pevniny administrativně spojeno se Španělskem jako kolonie Španělská Guinea.
Španělsko ovšem postrádalo zájem a prostředky k rozvinutí ekonomické infrastruktury země. Nicméně přes autoritářský systém, zvláště na ostrově Bioko, Španělsko postupně zakládalo velké plantáže kakaa, pro které byly dováženy tisíce pracovníků z Nigérie.
V roce 1959 byl španělskému území v Guinejském zálivu přidělen status podobný jako provincie Španělska. První místní volby se konaly ve stejném roce a první představitelé Rovníkové Guineje byli zvoleni do španělského parlamentu. V roce 1963 byla schválena omezená autonomie pod společným zákonodárným orgánem. Jméno země bylo změněno na Rovníková Guinea. Ačkoliv španělský generální komisař měl rozsáhlou moc, Valné shromáždění Rovníkové Guineje mělo významnou výhodu ve formulování práv a nařízení.
V březnu 1968 pod tlakem guinejských nacionalistů a OSN Španělsko oznámilo, že poskytne Rovníkové Guineji nezávislost. Ústavní konvence uzákonila volební právo. V přítomnosti pozorovatelů OSN se konalo 11. 8. 1968 referendum a 63 % voličů hlasovalo pro ustanovení vlády s Valným shromážděním a Nejvyšším soudem se soudci jmenovanými prezidentem.
V těchto letech měla Rovníková Guinea jeden z největších příjmů na hlavu v Africe. Španělsko také pomohlo Rovníkové Guineji dosáhnout jedné z nejvyšších úrovní gramotnosti a rozvinout dobrou síť zařízení zdravotní péče.
V září 1968 byl zvolen první prezident Francisco Macias Nguema a v říjnu byla udělena nezávislost. V červenci 1970 Macias vytvořil stát s jednou politickou stranou a od května 1971 byly klíčové části ústavy zrušeny. V roce 1972 získal Macias kompletní kontrolu nad vládou a převzal titul doživotního prezidenta. Za Maciasova režimu nefungovala vláda v žádném směru s výjimkou vnitřní bezpečnosti, ve kterém byl nastolen teror, který zapříčinil smrt nebo emigraci třetiny populace. V důsledku rozkrádání a nevšímavosti se rozpadla infrastruktura. Náboženství bylo potlačováno a bylo upuštěno od vzdělávání. Soukromý i veřejný sektor ekonomiky byly zdevastovány. Na počátku roku 1976 zemi hromadně opustili nigerijští pracovníci z ostrova Bioko (jejich počet je odhadován na 60 000). Ekonomika zkolabovala, ze země odešli rovněž místní a zahraniční odborníci.
V srpnu 1979 provedl Macaisův synovec, Teodoro Obiang Nguema Mbasogo, státní převrat; Macais byl zatčen a popraven. Obiang převzal titul prezidenta v říjnu 1979. Nová ústava, vytvořená s pomocí Komise pro lidská práva OSN, byla schválena po volbách 15. 8. 1982. Obiang zůstal prezidentem na další 7leté období, znovu zvolen byl v roce 1989.

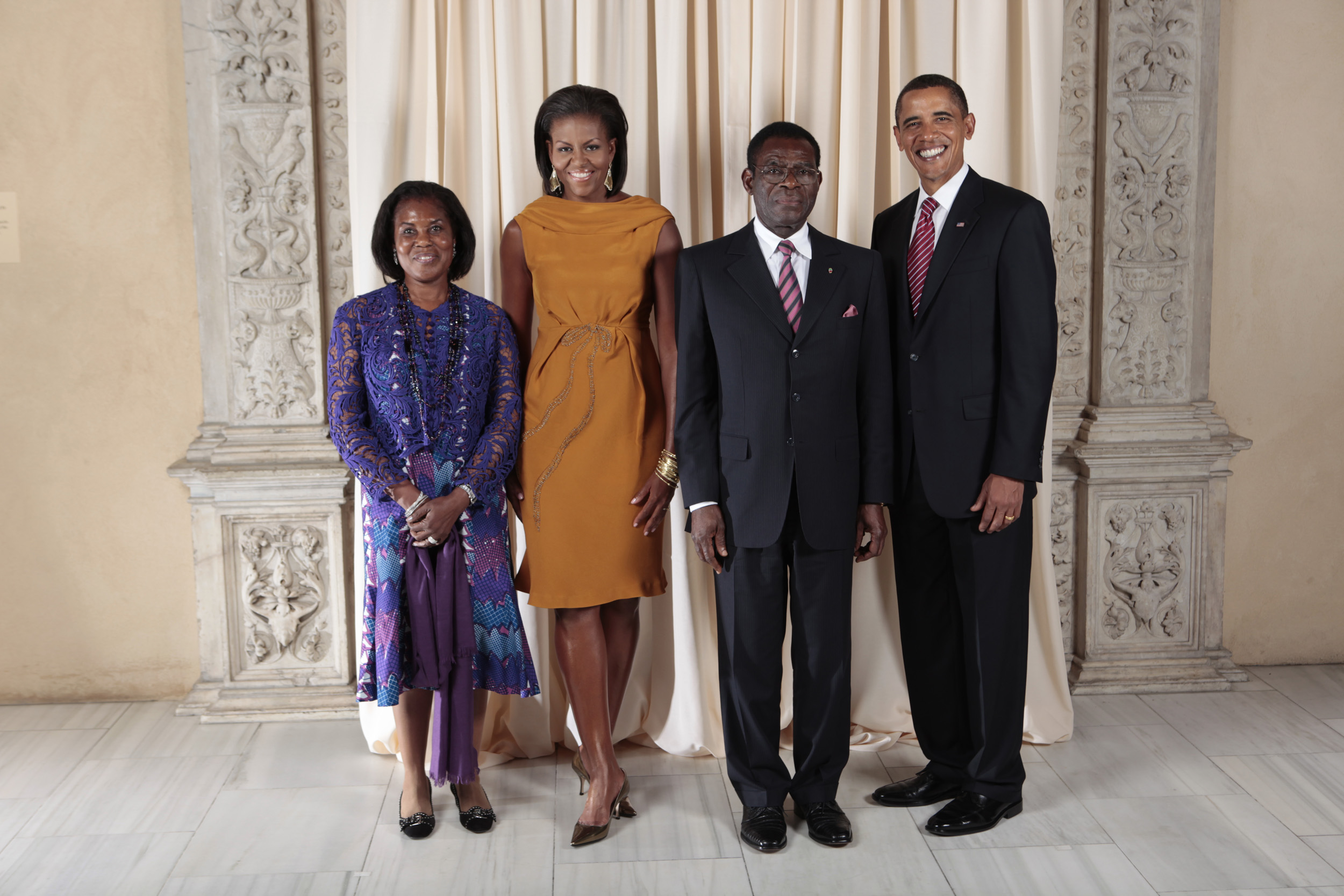
Obiang, americký prezident Obama a manželky, 2009

Navzdory formálnímu konci vlády jedné strany v roce 1991 si moc udrželi prezident Obiang a jeho poradci. V roce 1992 byla vytvořena přechodná vláda. Svoji pozici si Obiang upevnil ve zmanipulovaných volbách v roce 1996, kdy získal přes 98 % hlasů, nicméně volby byly kritizovány mezinárodními pozorovateli. Obiang jmenoval nový kabinet, který zahrnoval několik členů opozice. Do úpadku se dostal rybolov, na významu však získávalo lesnictví a zpracování dřeva. V tomtéž roce byla objevena ložiska ropy při pobřeží, která jsou využívána americkými společnostmi, což slibuje zlepšení finanční situace země.
V červenci 2008 byl Brit Simon Mann odsouzen za to, že v roce 2004 chystal v Rovníkové Guineji vojenský převrat, mezi členy přípravného týmu byl i Mark Thatcher, syn Margaret Thatcherové.
Z bezpečnostních důvodů prezident Teodoro Obiang Nguema Mbasogo rozhodl o vybudování nového hlavního města Oyala ve vnitrozemské provincii Wele-Nzas. Stavba moderního velkoměsta uprostřed pralesa, kam zatím nevedou silnice, začala v roce 2012. Přestěhování úřadů se plánuje na rok 2020, metropole by měla mít 200 000 obyvatel, tedy více než čtvrtinu populace země.
7. března 2021 došlo v Bata, největším městě v zemi, k výbuchu špatně uskladněné munice. Výbuch poničil většinu staveb ve městě, vyžádal si desítky mrtvých a stovky zraněných.

## Státní symboly

### Vlajka
Vlajka Rovníkové Guiney je tvořena listem o poměru stran 2:3 se třemi vodorovnými pruhy v barvách zelené, bílé a červené. U žerdi je  klín světle modré barvy, jehož výška (vzdálenost vrcholu od žerdi) je rovna šířce každého z pruhů (1/3 šířky vlajky). Uprostřed vlajky se nachází státní znak Rovníkové Guiney.

### Znak
Státní znak Rovníkové Guiney tvoří stříbrný štít se stromem kapokem (vlnovec pětimužný) v přirozených barvách. Nad štítem je do oblouku šest zlatých šesticípých hvězd, pod ním stříbrná stuha se španělským textem UNIDAD PAZ JUSTICIA (česky Jednota, mír, spravedlnost).

## Geografie

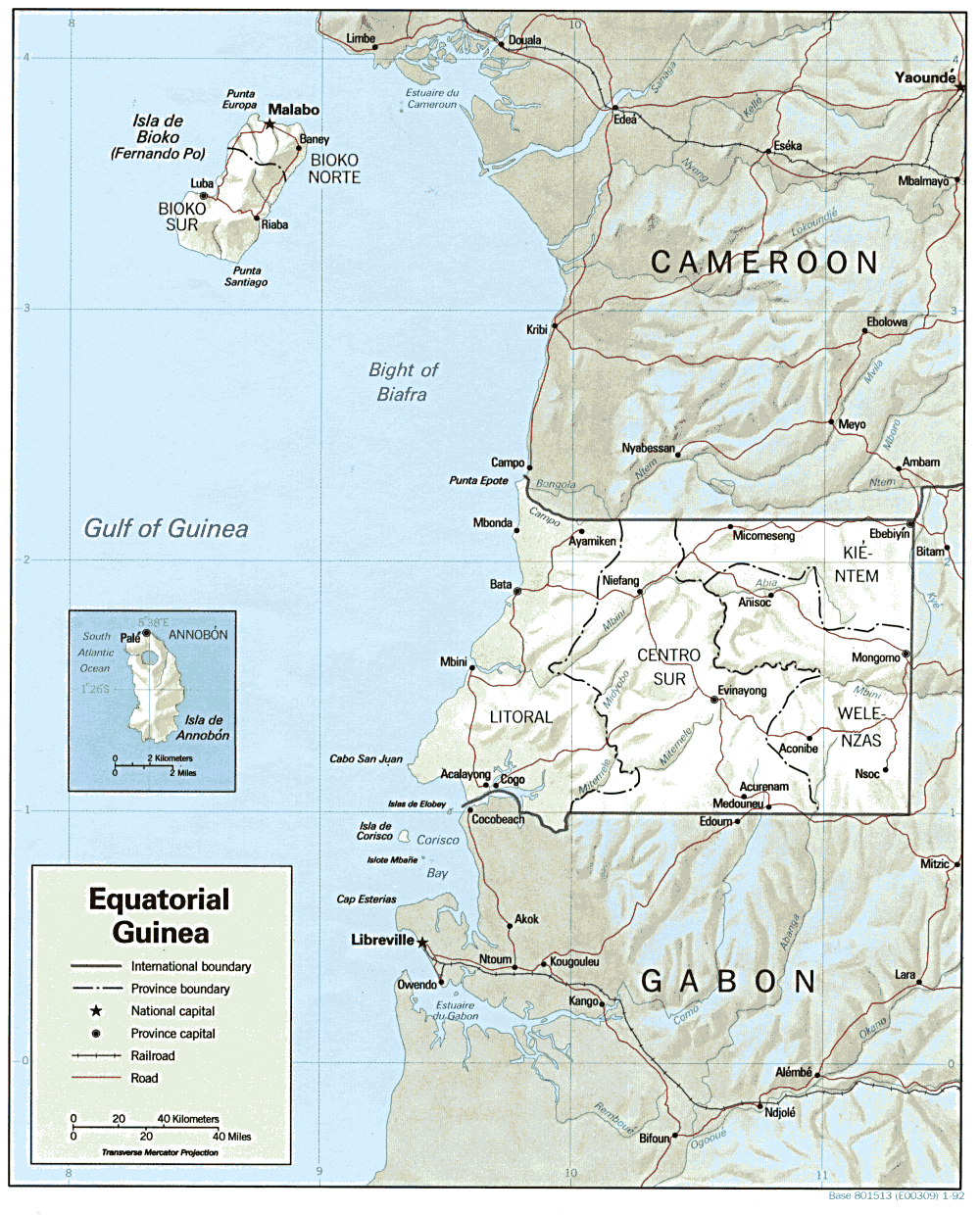
Mapa Rovníkové Guiney

Rovníková Guinea leží v západní Africe u Guinejského zálivu. Sousedí s Kamerunem a Gabonem. Země je rozdělena na pevninskou a ostrovní část. Většina území se rozkládá na africké pevnině, nazývá se Rio Muni (dříve Mbini) a zaujímá 93 % plochy. Druhou část republiky představují ostrovy, z nichž největší je Bioko / Fernando Pó, dalšími jsou Annobón, Corisco a ostrůvky Elobeys. Ostrov Bioko (na němž leží i hlavní město Malabo) se nachází severozápadně od pevninské části státu při pobřeží Kamerunu. K němu administrativně patří i ostrov Annobón (dříve Pagalu).
Navzdory svému názvu nepatří Rovníková Guinea mezi země, jejichž území protíná rovník. Jižní hranice pevninské části Rio Muni leží 200 km severně od rovníku, pouze ostrov Annobón se nachází na jižní polokouli.
Pevninská část je na východě hornatá, kopce zde dosahují výšek až 1 200 metrů. Tropické deštné lesy a savany se nacházejí na náhorních plošinách. Ostrovy jsou převážně vulkanického původu. Na ostrově Bioko se nachází nejvyšší hora Pico Basile s výškou 3 008 metrů, krásné jsou také opuštěné pláže. Ostrov Pagalu je rovinatější, rostou na něm kokosové a olejové palmy. Klima je zde po celý rok horké a zhruba od dubna do října také velmi vlhké (období dešťů).

## Politika
Rovníková Guinea je republikou, vzniklou v roce 1968 po téměř 190 letech španělské koloniální nadvlády. Ústava státu platí od roku 1991, kdy se země stala konstituční demokracií s prezidentským systémem, legalizována je i existence více politických stran, neboť do té doby byla legální pouze Demokratická strana Rovníkové Guineje (PDGE).
Od roku 1979 stojí v čele výkonné moci prezident Teodoro Obiang Nguema Mbasogo, který jmenuje premiéry, vicepremiéry i ministry. Obiang se chopil vlády vojenským pučem v srpnu 1979, kdy svrhl svého strýce Francisca Macíase Nguemu. Ve funkci byl potvrzen prezidentskými volbami roku 1996, 2002, 2009 a naposledy v roce 2016 na další sedmileté období. Všechny tyto volby však byly zahraničními pozorovateli označeny za zmanipulované.
Zákonodárnou moc tvoří jednokomorový parlament – Shromáždění lidových zástupců se 100 křesly. Poslanci parlamentu jsou voleni všelidovým přímým hlasováním na pětileté funkční období. Poslední volby se konaly v roce 2004, kdy PDGE opakovaně potvrdila vedoucí postavení. V současnosti má PDGE zastoupení 98 poslanců, opozice pouze 2.
V čele soudní moci stojí Nejvyšší soud a soudní systém je kombinací španělského a tradičního práva.
V současnosti je politická situace v zemi stabilizována, jelikož veškerá moc se soustřeďuje do rukou prezidenta a jeho strany, ovládající všechny složky státní moci.

### Administrativní rozdělení

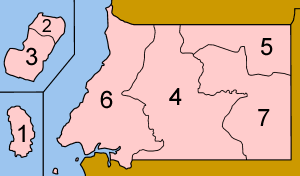
Provincie Rovníkové Guiney

Stát je rozdělen do 8 provincií (v závorkách jsou uvedena hlavní města):
- Annobón (San Antonio de Palé)
- Bioko Norte (Malabo)
- Bioko Sur (Luba)
- Centro Sur (Evinayong)
- Djibloho (Ciudad de la Paz)
- Kié-Ntem (Ebebiyín)
- Litoral (Bata)
- Wele-Nzas (Mongomo)

## Ekonomika

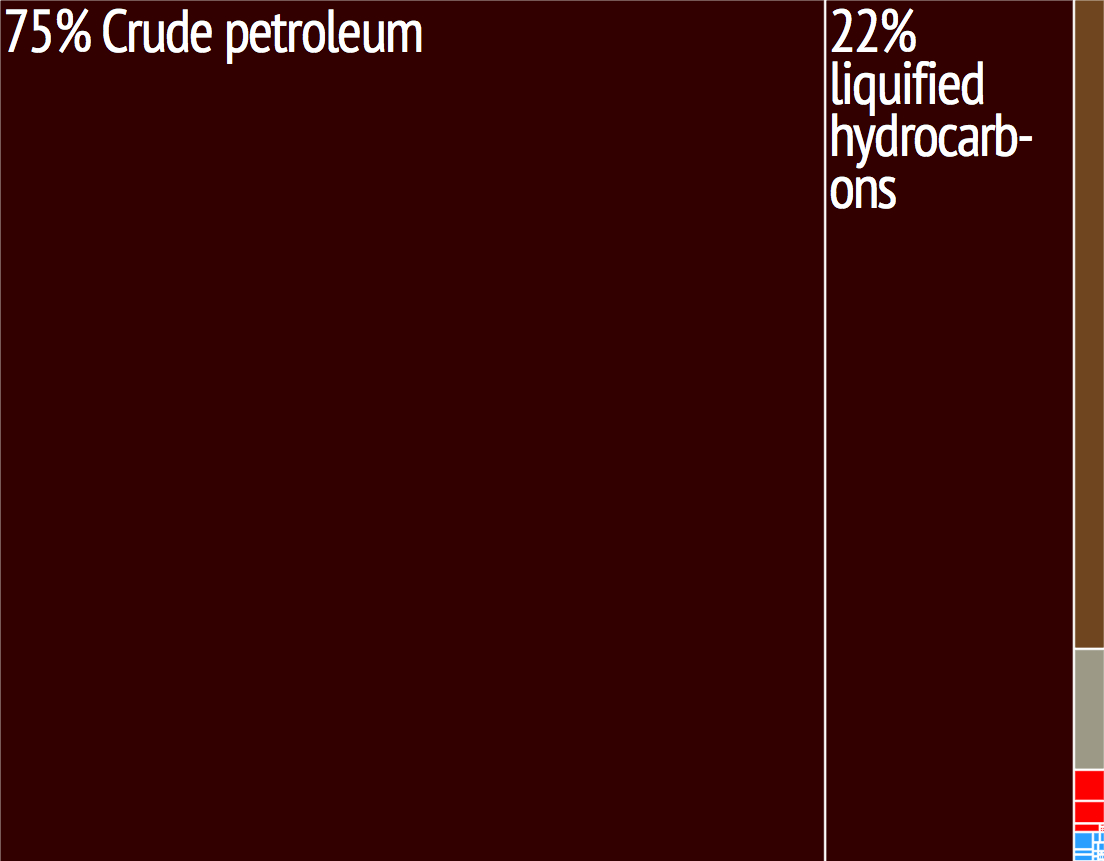
Procentuální vývoz země

HDP na hlavu se odhaduje na 20 200 USD (63. na světě, nejvyšší v Africe) a je tvořen následovně: průmysl 92,5 %, zemědělství 2,8 % a služby 4,6 %.
 

Rovníková Guinea je jednou z nejrychleji rostoucích ekonomik světa. Základem tohoto růstu byly rozsáhlé zahraniční investice do sektoru těžby ropy, zejména z USA. Země je po Nigérii a Angole třetím největším producentem ropy v subsaharské Africe. Před příchodem „ropné éry“ se hospodářství spoléhalo na zemědělství – především produkci kakaa, kávy a těžbu dřeva.
Státní rozpočet Rovníkové Guineje zaznamenává v posledních 5 letech enormní růst převážně díky platbám poplatků a daní od zahraničních ropných těžebních společností. Příjmy z těžby ropy tvoří celkem až dvě třetiny celkových příjmů vlády, dalším zdrojem příjmů je i DPH a obchodní daně. Díky těmto příjmům se v posledních letech snížila i státní zadluženost.
Zahraniční obchod republiky je od roku 1997 aktivní, zejména v důsledku velkému objemu exportu ropy. Podíl ropy na celkovém vývozu narostl již na více než 90 %. Hlavními obchodními partnery jsou Čína, USA, Španělsko, Pobřeží slonoviny a Francie. K exportním komoditám patří kromě ropy i stavební dřevo a kakao; mezi dovozní položky patří strojírenská zařízení pro ropný těžební sektor, spotřební zboží, automobily apod.
Přes rychlý ekonomický růst je však Rovníková Guinea řazena OSN mezi nejméně rozvinuté země, protože kromě těžby ropy je celkový lidský rozvoj velice nízký.

### Průmysl
Průmysl se na tvorbě HDP podílí velkou částí – přes 95 % a je viditelný výrazný růst (v roce 2001 jen 65 %). Domácímu průmyslu dominuje těžba ropy. Na ostrově Bioko byla v nedávné době vybudována nová rafinerie a byla zahájena výroba nového závodu na výrobu metanolu.
Průmyslový sektor prodělal prudký rozvoj teprve po roce 1996 v souvislosti s těžbou ropy. Předtím byl rozvinut pouze lehký průmysl v okolí města Malabo, který zpracovával ryby na export, dováženou pšenici na mouku, vyráběl rostlinný olej a kakaové máslo. Tento sektor ovšem utrpěl tím, že ztratil koloniální španělskou ochranu a později byl téměř zdevastován.
V zemi dále existuje mnoho malých pil a provozoven na zpracování dřeva. Ve městě Bata se nachází kovovýroba, která zpracovává recyklované kovy a hliník z Kamerunu, a provoz na výrobu stavebních materiálů. V hlavním městě Malabo je také stáčírna nealkoholických nápojů, dovážených z USA.
Ropný sektor je hlavním odvětvím průmyslu. Ložiska ropy v Guinejském zálivu byla poprvé objevena španělskou firmou CEPSA v roce 1991 a tohoto potenciálu bylo využíváno až od roku 1996, kdy výrazně narostl objem těžby – na 17 000 barelů denně. V roce 2005 byla produkce již 420 000 barelů denně a aktuálně je přes 500 000 barelů denně. S dalším výrazným zvyšováním těžby se počítá i v nejbližších letech, protože jsou objevována stále nová ložiska. Dvě současná největší ložiska se nacházejí poblíž břehů Bioka, třetí u pobřeží pevninské Rio Muni. Ropná ložiska jsou doprovázena také bohatými zásobami zemního plynu, zejména na terminálu Alba severně od Bioka. K 1. 1. 2002 byly potvrzeny zásoby ropy kolem 563 mil. barelů, nyní činí kvalifikovaný odhad vysoko přes 3 mld. barelů. Závody na zpracování ropy a zkapalnění plynu se vybudovaly ve spolupráci s americkými firmami Triton Energy, Marathon a ExxonMobil. Prakticky veškerá těžba ropy je kontrolována zahraničními společnostmi; podíl místní vlády na zisku z těžby ropy se pohybuje jen kolem 20 %. O kontrolu nad ropnými nalezišti a zásobami zemního plynu v oblastech společných mořských hranic stále probíhají intenzivní jednání zejména s Nigérií. Nicméně již v září roku 2000 bylo oznámeno, že Rovníková Guinea a Nigérie podepsaly pakt o určení svých mořských hranic a další dohodu o společném využívání ropných zásob. Pakt o hranicích byl podepsán koncem září roku 2000, dohoda o společném využití nalezišť pak dne 3. dubna 2002.
Důležitým surovinovým zdrojem po ropě jsou bohaté zásoby dřeva. Produkce dřeva rostla rychle převážně na počátku 90. let 20. století. Vrcholu dosáhla v roce 1997 a poté začala těžba klesat, jelikož od roku 1998 prudce poklesla poptávka po tropických dřevinách v Asii a navíc byly uplatněny přísné předpisy pro využívání dřevní hmoty, zejména podmínka pro zpracování dřeva ještě před jeho vývozem do zahraničí.

### Zemědělství
V současnosti se zemědělství podílí 3 % na HDP, ačkoliv zaměstnává 50 % ekonomicky činného obyvatelstva. Třetí nejdůležitější komoditou v rámci ekonomiky země je pěstování kakaových bobů. Rovníková Guinea produkuje kakao na nejvyšší světové úrovni. Jenže po vyhlášení nezávislosti v roce 1968 tento sektor značně upadl a do roku 1993 se produkce dostala až na historické minimum. Ostatními pěstovanými plodinami jsou banány a rýže, rozšířen je i chov domácích zvířat, zejména skotu.
Vynikající podmínky má tento stát také pro rybolov, protože jeden z jeho ostrovů – Annobon – leží přímo uprostřed nejbohatších rybolovných pásem v celém Atlantském oceánu, což je využíváno na vývoz velkého množství tuňáků, krevet a humrů do Španělska.

### Služby
Služby se podílejí na HDP 4,5 % a celý sektor není výrazně rozvinutý. Největší část zahrnují dopravní služby a logistika pro regionální rozvoj (maloobchodní a velkoobchodní služby). Málo rozvinutá je turistika, ale do budoucna má velký potenciál – převážně pro rekreační pobyty u moře. Podmínkou však bude rozvoj infrastruktury a značné investice.

## Infrastruktura

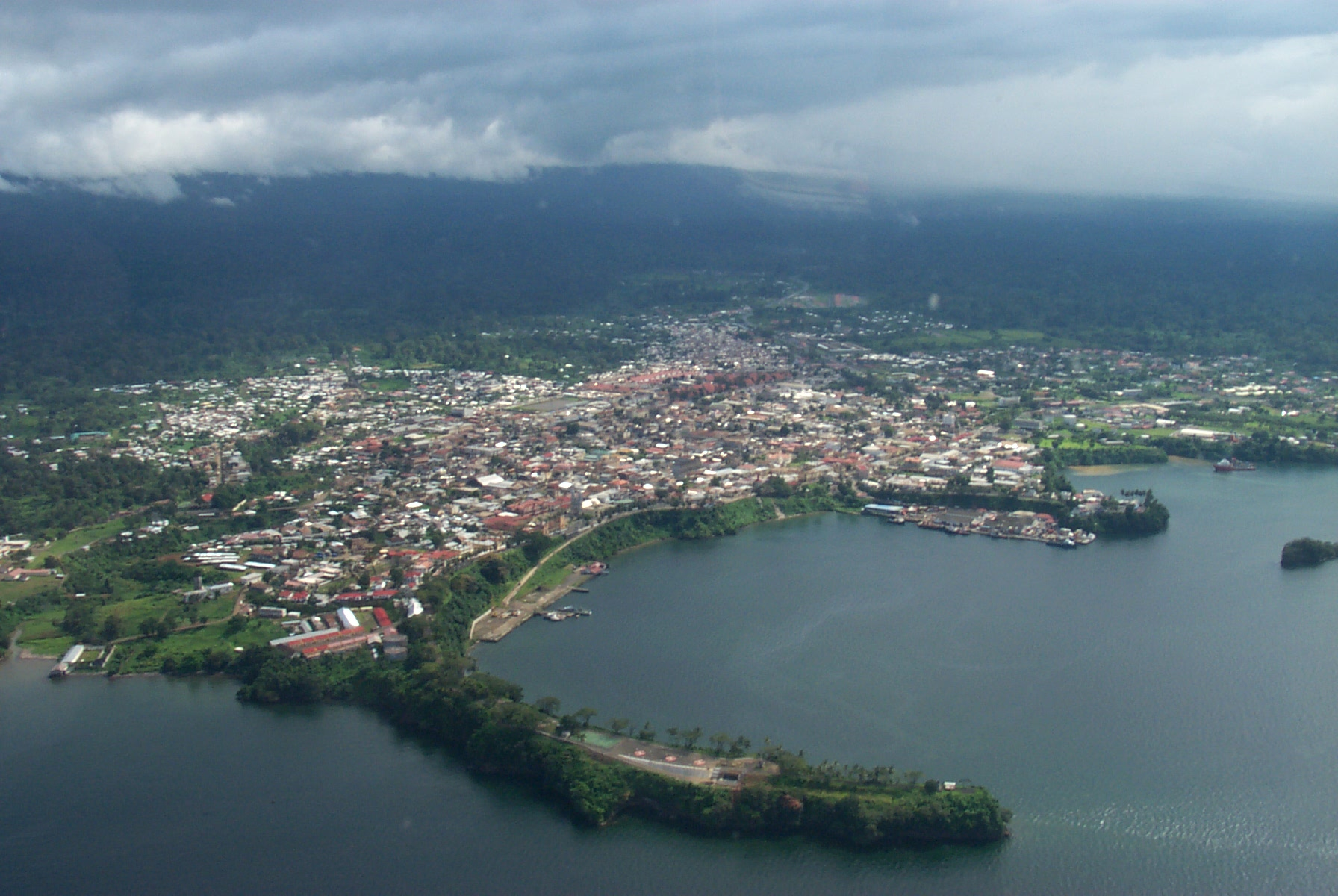
Přístav Malabo

### Doprava
Ve srovnání se sousedními státy má Rovníková Guinea rozvinutější infrastrukturu, což ale platí jen pro okolí hlavního města Malabo a metropole Bata. Mimo tuto oblast je silniční síť nedostatečně rozvinutá a neudržovaná. Celková délka této sítě je 2 880 km, nichž pouhých 10 % je asfaltových. V posledních letech probíhá velká investice do silniční sítě, spolupracuje se s francouzskými a španělskými stavebními společnostmi. V zemi neexistuje systém železnic, avšak jsou tu 3 velké přístavy – Malabo, Luba a Bata.
Pro mezinárodní dopravu slouží 2 letiště – ve městech Malabo a Bata. Letiště v Malabu na ostrově Bioko je nejmodernější a schopné přijmout velké náklady. V plánu jsou velké rozšiřovací práce s podporou vlády Kuvajtu, takže v blízké době by se letiště v Batě mělo stát prvním mezinárodním letištěm v zemi.

### Energetika
Většina vyrobené elektrické energie pochází z klasických elektráren na fosilní paliva (přes 90 %), dále se využívá vodních elektráren. Ovšem na pokrytí spotřeby celé země slouží pouze jedna tepelná elektrárna o výkonu 4 MW a jedna malá vodní elektrárna o výkonu 1 MW. V roce 2003 byla postavena plynová elektrárna v komplexu podniku AMPCO na ostrově Bioko.

### Telekomunikace
Na africké poměry je úroveň telefonizace velmi dobrá, v provozu je asi 10 000 pevných linek a 97 000 mobilních linek.
V zemi je provozována jedna státní televizní stanice, přičemž monopol na provozování této sítě má společnost Getesa – společný podnik guinejského státu a soukromého vlastníka France Telecom.

## Obyvatelstvo

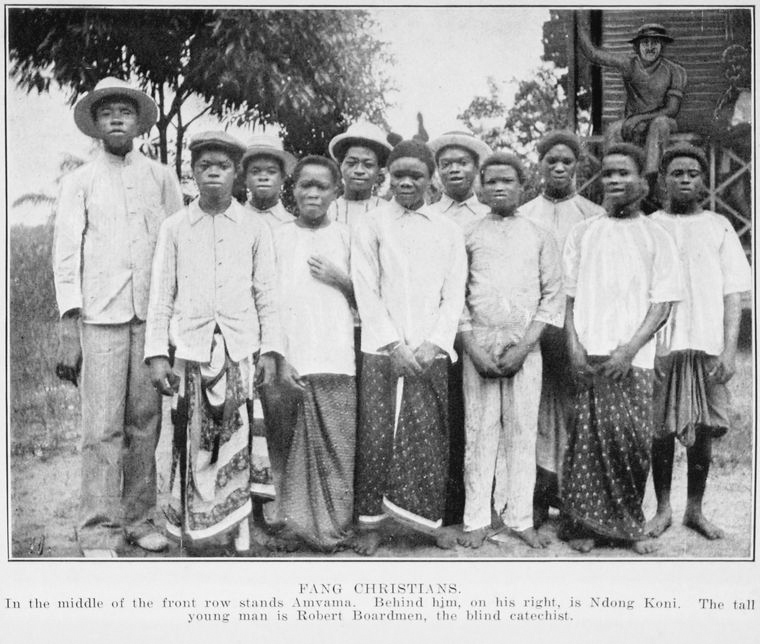
Fangové (historický snímek křesťanských konvertitů z tohoto kmene)

Děti z kmene Bubiů

Hlavními obyvateli této republiky jsou etnika Bantuů. Největším kmenem jsou Fangové (cca 80 % obyvatel, kteří tvoří 67 klanů), původem z pevninského Río Mbini; značná migrace Fangů na ostrov Bioko měla za následek jejich dominanci nad původními obyvateli ostrova. Těmi jsou Bubiové, dříve označováni také jako Fernandinos („lidé z ostrova Fernando Pó“); toto druhé nejvýznamnější etnikum v zemi tvoří asi 15 % obyvatel.
V Rovníkové Guineji najdeme mezi místními obyvateli i generace Španělů a Portugalců. Roste počet cizinců ze sousedních států, hlavně z Kamerunu, Nigérie a Gabonu. Rovníková Guinea přijímá také cizince z Asie a černé Afričany jako pracovníky na plantáže s kokosem a kávou. Další Afričané přicházejí z Libérie, Angoly a Mosambiku, Asiaté jsou převážně Číňané s malým počtem Indů. Po vyhlášení nezávislosti tisíce Guinejců odcházely do Španělska. Další obyvatelé odešli do Kamerunu, Gabonu a Nigérie kvůli diktatuře Franciska M. Nguemy. Malé komunity žijí také v Brazílii a některých španělsky mluvících zemí Latinské Ameriky, dále USA, Portugalsku a Francii.
Podle sčítání lidu v roce 2008 žije na území státu Rovníková Guinea 616 459 obyvatel. 

Věková struktura obyvatel:
- 0–14 let: 42 %
- 15–64 let: 53,8 %
- nad 65 let: 3,8 %

### Jazyk
Ústavní právo ustanovuje jako oficiální jazyky španělštinu a francouzštinu, i když španělština jednoznačně převažuje. Původní jazyky jsou uznány jako jednotné části národní kultury. Největší skupiny Guinejců mluví španělsky, převážně ti, kteří žijí v hlavním městě Malabu. Španělština je oficiálním jazykem od roku 1844. V červenci 2007 prezident Teodoro Obiang Nguem Mbasogo rozhodl, aby se portugalština stala třetím oficiálním jazykem za účelem plného členství v CPLP (Společenství portugalsky mluvících zemí).

### Náboženství
| Náboženství v R. Guineji               | Náboženství v R. Guineji               | Náboženství v R. Guineji | Náboženství v R. Guineji | Náboženství v R. Guineji |
| -------------------------------------- | -------------------------------------- | ------------------------ | ------------------------ | ------------------------ |
| Náboženství                            |                                        |                          | procent                  |                          |
| Římskokatolická církev                 | Římskokatolická církev                 |                          | 87 %                     | 87 %                     |
| Ostatní (původní náboženství / Baha'i) | Ostatní (původní náboženství / Baha'i) |                          | 5 %                      | 5 %                      |
| Protestantismus                        | Protestantismus                        |                          | 5 %                      | 5 %                      |
| Islám                                  | Islám                                  |                          | 2 %                      | 2 %                      |

Většinu obyvatel tvoří křesťané (převážně římskokatolického vyznání), jejich víra však zahrnuje i prvky tradičních kultů.

### Vzdělání
V zemi jsou umístěny gramotné kulturní organizace s podporou španělské vlády. Země má jednu univerzitu – UNGE (Universidad Nacional de Guinea Ecuatorial) s kampusem v Malabu – a lékařskou fakultu nacházející se ve městě Bata. Tato fakulta je podporována vládou Kuby a jejími zaměstnanci jsou kubánští učitelé a lékaři.

## Kultura
Kultura této země je mnohem více zdokumentována než v jiných afrických zemích. Je to částečně kvůli malé rozloze a lidnatosti. Kultura je spojena se starobylými rituály a písněmi. To je typické pro kmen Fangů, zatímco hlavní město je velmi ovlivněno španělskými tradicemi a zvyky z dob kolonialismu.